# Tasabounte

Le tasabounte ou tassabounte est une boisson traditionnelle du Tafilalet et de la vallée du Drâa, à base de dattes.
Sa préparation est la spécialité des femmes : elles laissent macérer dans l'eau plusieurs plantes aromatiques pendant trois jours sous les rayons du soleil, puis elles malaxent les dattes avec ce liquide. Le jus est épuré et bu tout de suite.